# Barbara Johnson
Barbara Ellen Johnson, född 4 oktober 1947 i Boston, Massachusetts, död 27 augusti 2009 i Cambridge, Massachusetts, var en amerikansk litteraturkritiker och översättare. Hon var professor i komparativ litteratur.
I sin forskning inriktade sig Johnson på olika ämnen inom strukturalism och poststrukturalism, bland annat dekonstruktion, lacansk psykoanalys och feministisk teori.